# Pavel Babka
Pavel Babka (* 19. června 1969) je bývalý český fotbalista a bývalý trenér Tatranu Prachatice. V letech 1994-2000 působil v české Gambrinus lize v týmu Českých Budějovic, kde zastával i funkci kapitána.